# Černošín
Černošín (in tedesco Tschernoschin) è una città della Repubblica Ceca facente parte del distretto di Tachov, nella regione di Plzeň.